# Муригиол
Муригиол (рум. Murighiol) је насеље и седиште истоимене општине Муригиол у жупанији Тулча у Румунији. Према попису из 2021. у насељу је било 1.211 становника.
У близини Муригиола налазе се остаци утврђења Халмирис који су заштићени као археолошко налазиште од националног значаја.

## Становништво
| 1992. | 2002. | 2011. | 2021. |
| ----- | ----- | ----- | ----- |
| 1.458 | 1.425 | 1.292 | 1.211 |

Према попису из 2021. у Муригиол је живело 1.211 становника што је за 81 мање (-6,27%) у односу на попис из 2011. када је било 1.292 становника.
Према попису из 2011. већину станоништва чинили су Румуни (90,09%), а од мањина највише је било Украјинаца (6,04%).
| Етнички састав према попису из 2011.‍ | Етнички састав према попису из 2011.‍ | Етнички састав према попису из 2011.‍ | Етнички састав према попису из 2011.‍ | Етнички састав према попису из 2011.‍ |
| ------------------------------------ | ------------------------------------ | ------------------------------------ | ------------------------------------ | ------------------------------------ |
|                                      |                                      |                                      |                                      |                                      |
| Румуни                               | Румуни                               |                                      | 1.164                                | 90,09%                               |
| Украјинци                            | Украјинци                            |                                      | 78                                   | 6,04%                                |
| Турци                                | Турци                                |                                      | 5                                    | 0,39%                                |
| Остали                               | Остали                               |                                      | 4                                    | 0,31%                                |
| Непознато                            | Непознато                            |                                      | 41                                   | 3,17%                                |